# Emmanuelle Anthoine
Pour les articles homonymes, voir Anthoine.
Emmanuelle Anthoine, née le 2 juillet 1964 à Saint-Vallier (Drôme), est une femme politique française. Elle est députée de la 4e circonscription de la Drôme de 2017 à 2024, et conseillère départementale du canton de Drôme des collines depuis 2015.
Emmanuelle Anthoine est également avocate au barreau de Valence depuis 1994.
Candidate aux élections législatives de 2024, elle n'est pas réélue et est battue par un candidat Rassemblement national.

## Biographie
Née à Saint-Vallier dans la Drôme, Emmanuelle Anthoine grandit à Hauterives où son père est vétérinaire. Avocate au barreau de Lyon de 1989 à 1994, depuis, elle est inscrite au Barreau de Valence et installe son cabinet d'avocat à Romans-sur-Isère.

## Carrière politique
Elle est élue au Conseil municipal de Hauterives en 2001 et devient en 2008, conseillère générale suppléante de Gabriel Biancheri pour le Canton du Grand Serre. Elle le remplace à son décès en décembre 2010. Elle est réélue, en 2015, conseillère départementale du Canton de Drôme des collines et est nommée troisième vice-présidente du Conseil départemental, chargée de l'éducation. Elle quitte cette dernière fonction en juin 2017, après son élection comme députée.

### Députée
Candidate lors des élections législatives de 2017, Emmanuelle Anthoine se lance dans la campagne des élections législatives. Elle arrive en seconde position avec 21,12 % des voix à l'issue du premier tour. En revanche, le 21 juin 2017, face à Latifa Chay, elle l'emporte, devenant la nouvelle députée de la 4e circonscription de la Drôme avec un score de 56,45 % (soit 20 115 voix),,.
En 2019, elle vote contre la loi bioéthique, estimant que l'ouverture de la PMA pour les couples de femmes et les femmes célibataires « priverait l'enfant de référence paternelle ».
Elle est réélue en juin 2022.
À la suite de la dissolution de l'Assemblée nationale le 9 juin 2024, elle est de nouveau candidate aux élections législatives. Elle choisit de maintenir sa candidature malgré sa troisième place au premier tour, loin derrière le candidat du RN, et refuse le barrage républicain. Le candidat RN, Thibaut Monnier, un proche de Marion Maréchal, parti à Reconquête! avant de revenir au RN, est élu avec 42 % des suffrages, dix points devant la candidate PS, Isabelle Pagani.

### Au sein du parti Les Républicains
Elle parraine Laurent Wauquiez pour le congrès des Républicains de 2017, scrutin lors duquel est élu le président du parti.

## Décoration
- Chevalier de l'ordre national du Mérite (nomination le 15 mai 2025)[8].